# Parbode
Parbode is een Surinaams opiniemaandblad, opgericht in 2006 door Jaap Hoogendam. Het bevat reportages, interviews, artikelen en columns waarin verschillende meningen en standpunten geuit worden, en ook gevoelige onderwerpen bespreekbaar zijn. De oplage van Parbode ligt rond de 5.000 exemplaren, en het blad wordt verkocht in Suriname, Nederland en de Nederlandse Antillen.
Het redactiekantoor is gevestigd in het centrum van Paramaribo. De hoofdredacteur is Julian Neijhorst, en er zijn ongeveer zes vaste medewerkers. Daarnaast werkt de redactie veel met freelancers.
De redactie werkt onafhankelijk van politiek, godsdienst, adverteerders en de uitgever, zoals vastgelegd in het redactiestatuut. Parbode wordt uitgegeven door de Caribbean Media Group van uitgever Jaap Hoogendam. Jaap Hoogendam is op 13 januari 2020 overleden. Hij wist al enige tijd dat hij niet lang meer zou leven en heeft voorbereidingen getroffen om Parbode in een stichting onder te brengen om het voorbestaan te waarborgen.